# Hale County, jour après jour
Pour plus de détails, voir Fiche technique et Distribution.
Hale County, jour après jour (Hale County This Morning, This Evening) est un film américain réalisé par RaMell Ross, sorti en 2018.

## Synopsis
Un documentaire sur la vie d'Afro-Américains dans le comté de Hale (Alabama).

## Fiche technique
- Titre : Hale County, jour après jour
- Titre original : Hale County This Morning, This Evening
- Réalisation : RaMell Ross
- Scénario : Maya Krinsky et RaMell Ross
- Musique : Scott Alario, Forest Kelley et Alex Somers
- Photographie : RaMell Ross
- Montage : RaMell Ross
- Production : Joslyn Barnes, Su Kim et RaMell Ross
- Société de production : Louverture Films
- Pays :  États-Unis
- Genre : Documentaire
- Durée : 76 minutes
- Dates de sortie : 
  -  États-Unis : 14 septembre 2018

## Distinctions
Le film a été nommé à l'Oscar du meilleur film documentaire.